# Noblesse
Noblesse (kor. 노블레스 Nobeulleseu) – manhwa napisana przez Son Jae-ho i zilustrowana przez Lee Gwang-su, ukazująca się od grudnia 2007 do stycznia 2019 jako webtoon na platformie Naver.
Na jej podstawie powstał odcinek ONA, wydany w 2016 roku, a później również serial anime, który emitowany był od października do grudnia 2020.

## Fabuła
Potężny szlachcic imieniem Cadis Etrama Di Raizel (zwany Rai), który był uśpiony przez 820 lat bez wiedzy o rozwoju ludzkości i osiągnięciach naukowych, niedawno obudził się w opuszczonym budynku w Korei Południowej i zaczyna przyzwyczajać się do współczesnego świata. Chodzi do szkoły, zarządzanej przez swego wiernego sługę Frankensteina. Z jego pomocą Rai rejestruje się w liceum Ye Ran i zaprzyjaźnia z grupą uczniów, Shin Woo – atletycznym nastolatkiem, Ik Han – maniakiem komputerowym i kilkoma innymi. Noblesse opowiada o często niebezpiecznych przygodach grupy wobec tajemniczej organizacji podczas których odkrywana jest przeszłość głównych bohaterów.

## Manhwa
Seria była publikowana od 30 grudnia 2007 roku do 7 stycznia 2019 na platformie Naver Webtoon, należącej do Naver Corporation. Jej rozdziały zostały zebrane w 25 tomach, wydanych między 28 września 2011 a 10 lutego 2017.

## Anime
4 lutego 2016 w serwisach Crunchyroll i YouTube ukazała się 31-minutowa ONA zatytułowana Noblesse: Awakening. Za animację odpowiadało studio Production I.G.
2 sierpnia 2019 podczas Comic Con Seul ogłoszono, że w produkcji jest telewizyjny serial anime. Za produkcję ponownie odpowiedzialne było studio Production I.G, reżyserią zajął się Yasutaka Yamamoto, scenariusz napisała Sayaka Harada, postacie zaprojektował Akiharu Ishii, a muzykę skomponowali Yoshihiro Ike i Shun Narita. Seria była emitowana od 7 października do 30 grudnia 2020 w stacji Tokyo MX, a później także w BS11. Motywem otwierającym jest „BREAKING DAWN” autorstwa Kim Jae-joong, natomiast końcowym „Etoile” w wykonaniu Oh My Girl. Akcja serialu telewizyjnego rozgrywa się bezpośrednio po wydarzeniach z ONA Noblesse: Awakening.
W Polsce serial był emitowany na antenie Canal+ Seriale. Seria jest również dostępna za pośrednictwem serwisu Canal+ online.

### Lista odcinków
| №  | Tytuł | Premiera             | Premiera w Polsce |
| -- | --- | -------------------- | ----------------- |
| 1  | To, co trzeba chronić / Zwyczajność Mamorubekimono / Ordinary (守るべきもの／Ordinary)                                              | 7 października 2020  | 18 lipca 2024     |
| 2  | Powód do walki / Szlachetność Tatakau riyū / Nobility (戦う理由／Nobility)                                                          | 14 października 2020 | 18 lipca 2024     |
| 3  | Nocne kroki / Kłótnia Yoru no Ashioto / Fall Out (夜の足音／Fall Out)                                                               | 21 października 2020 | 18 lipca 2024     |
| 4  | Pajęcza sieć / Długi upadek Kumonosu / Long Fall (蜘蛛の巣／Long Fall)                                                              | 28 października 2020 | 18 lipca 2024     |
| 5  | Przyjacielska dłoń / Walka o... Tomo no te / Fight for... (友の手／Fight for...)                                                    | 4 listopada 2020     | 25 lipca 2024     |
| 6  | Wielka moc / Raizel Ōinaru chikara / Raizel (大いなる力／Raizel)                                                                    | 11 listopada 2020    | 25 lipca 2024     |
| 7  | Podoba mi się szlachcianka / Niezapomniany Ki ni naru ano ko wa kizoku-sama / Unforgettable (気になるあの娘は貴族様／Unforgettable) | 18 listopada 2020    | 25 lipca 2024     |
| 8  | Frankenstein / Pierwszy kontakt Furankenshutain / First Contact (フランケンシュタイン／First Contact)                               | 25 listopada 2020    | 25 lipca 2024     |
| 9  | Pakt krwi / Poświęcenie Chi no Keiyaku / Devote (血の契約／Devote)                                                                  | 2 grudnia 2020       | 1 sierpnia 2024   |
| 10 | Groźny człowiek / Parada miłości Kiken na otoko / LOVEPARADE (危険な男／LOVEPARADE)                                                 | 9 grudnia 2020       | 1 sierpnia 2024   |
| 11 | Władca / Zagubione dziecko Rōdo / Lost Child (ロード／Lost Child)                                                                   | 16 grudnia 2020      | 1 sierpnia 2024   |
| 12 | Niech będzie, jak powinno / Egzekucja Subete wa, tadashiku aru tame ni / Execution (全ては、正しくあるために／Execution)            | 23 grudnia 2020      | 1 sierpnia 2024   |
| 13 | Noblesse / Chwyć jej rękę Noburesu / Take Her Hand (ノブレス／Take Her Hand)                                                        | 30 grudnia 2020      | 8 sierpnia 2024   |